# Bach-Kurzbüchsenmoos

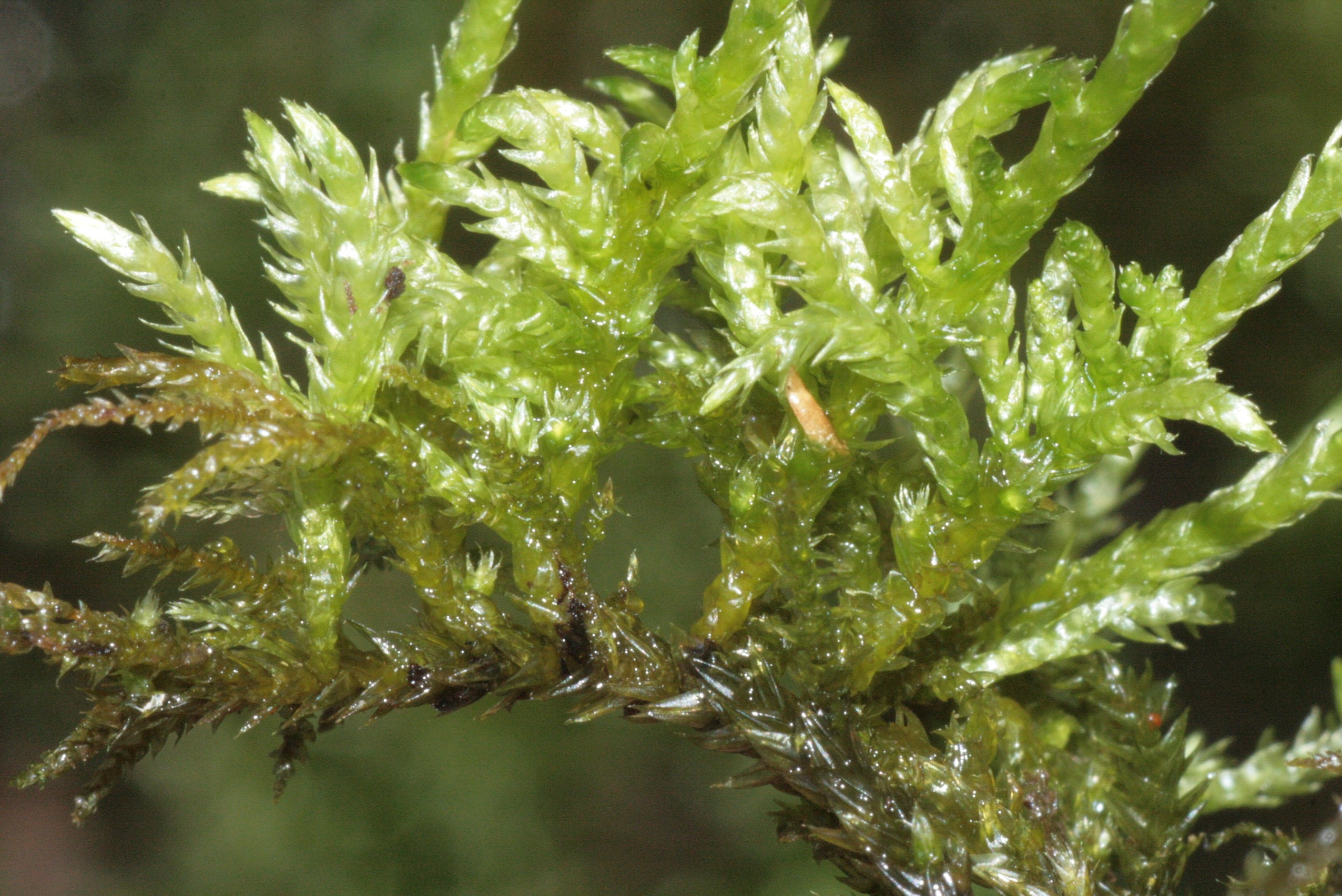
Bäumchenförmige Verzweigung

Das Bach-Kurzbüchsenmoos (Brachythecium rivulare) ist eine Laubmoos-Art aus der Familie Brachytheciaceae.

## Merkmale
Das Bach-Kurzbüchsenmoos bildet kräftige, lockere, gelbgrüne bis bleichgrüne, glänzende Rasen. Den kriechenden, entblätterten primären Stämmchen entspringen die aufsteigenden bis aufrechten sekundären Stämmchen. Diese sind meist büschelig oder bäumchenförmig verzweigt und dicht locker anliegend beblättert. Die Stämmchenblätter dieser sekundären Sprosse sind etwa 2 bis 2,5 Millimeter lang, dreieckig-eiförmig, zugespitzt, mehr oder weniger längsfaltig, mit flachem und besonders in der oberen Blatthälfte gesägtem Rand und am Stämmchen herablaufenden Blattflügeln. Die Blattrippe reicht bis über die Blattmitte. Astblätter sind kleiner, schmäler und weniger stark herablaufend als Stämmchenblätter.
Die Blattzellen sind in der Blattmitte dünnwandig, linealisch, 6 bis 10 µm breit und 64 bis 128 µm lang, am Blattgrund kürzer und breiter, schwach getüpfelt. Die Blattflügelzellen sind erweitert, verlängert rechteckig bis sechsseitig, hyalin und bilden eine gut abgegrenzte Gruppe.
Das Moos ist diözisch. Sporophyten werden selten gebildet, sie haben eine rote, warzig raue, 2 bis 2,5 Zentimeter lange aufrechte Seta, eine geneigte bis horizontale, gekrümmte, eilängliche Kapsel mit kegeligem, feinspitzigem Deckel. Sporenreifezeit ist von Herbst bis Frühjahr.

## Verwechslungsmöglichkeit
Brachythecium rivulare kann leicht mit der nahe verwandten und sehr ähnlichen Art Brachythecium rutabulum verwechselt werden. Brachythecium rivulare unterscheidet sich von dieser durch den aufrecht-bäumchenförmigen Wuchs, die deutlich abgesetzten und herablaufenden Blattflügelzellen und durch etwas unterschiedlich geformte Blattspitzen: bei Brachythecium rivulare sind die Blattränder unterhalb der Spitze gerade oder leicht nach außen gewölbt, Brachythecium rutabulum hat hier nach innen gewölbte Ränder.

## Vorkommen  und Standortansprüche
Diese Moosart ist fast weltweit verbreitet, besonders in der nördlichen, selten in der südlichen Hemisphäre. In Mitteleuropa ist es in den Kalkgebirgen verbreitet, kommt aber auch in kalkarmen Gebieten vor. In der Ebene ist es seltener. 
Als Hygrophyt wächst es bevorzugt an Fließgewässern und in Quellen auf Gestein an lichten bis halbschattigen Standorten, weiters auf feuchtem Waldboden, auf Baumwurzeln und in nassen Wiesen. 